# Eriosyce laui
Eriosyce laui là một loài thực vật có hoa trong họ Cactaceae. Loài này được Lüthy mô tả khoa học đầu tiên năm 1994.